# 14871 Pyramus
14871 Pyramus este o planetă minoră (asteroid), cu un diametru de 9,18 km, din centura de asteroizi. A fost descoperită pe 13 octombrie 1990 la Thüringer Landessternwarte Tautenburg⁠(d) de Lutz D. Schmadel și a fost numită după Pyramus⁠(d). 
Obiectul prezintă o orbită caracterizată de o semiaxă mare de 3,3021439 UAi, o excentricitate de 0,22, o înclinație de 0,98827 ° în raport cu ecliptica.